# Glock Ges.m.b.H.
Glock Ges.m.b.H. (торгова марка GLOCK) виробник зброї зі штаб-квартирою в Дойч-Ваграмі, Австрія. Компанія названа на честь її засновника Гастона Глока. Хоча компанія відома як виробник лінійки пістолетів з полімерною рамкою, вона також випускає польові ножі, шанцевий інструмент та одяг.
Ручну зброю Глока використовують збройні сили та правоохоронні організації по всьому світу, в тому числі багато правоохоронців в США. В деяких країнах ручна зброя Глок є популярною серед цивільних для персонального захисту та практичних стрільб. Компанія спонсорує стрілецьку команду, яка мандрує світом.  Станом на 2014 рік, компанія Глок випускає більш ніж дві дюжини моделей ручної зброї трьох різних розмірів та сім різних набоїв трьох калібрів.

## Продукція

### Ручна зброя

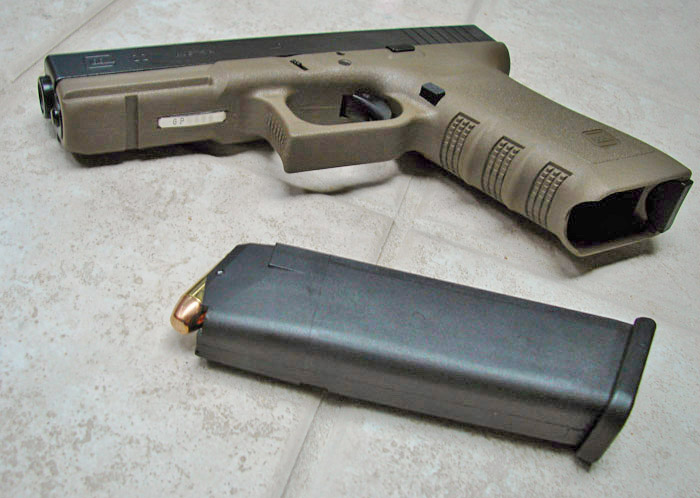
Модель Glock 22 (.40 S&W) з новою рамкою оливкового сірого кольору (з магазином)

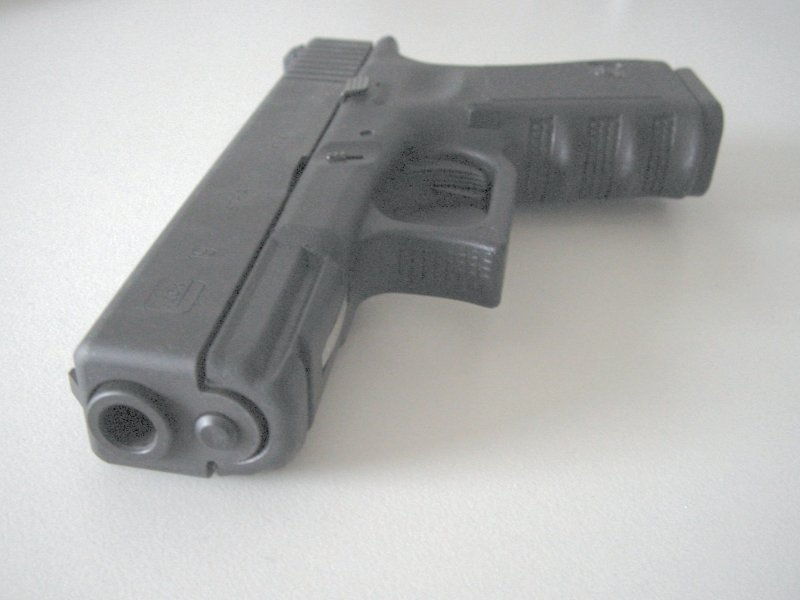
Glock 19 вигляд спереду

Ручна зброя Глока є службовою зброєю правозахисників та військових по всьому світу, крім того вона є популярною зброєю серед цивільних для захисту домівок, та підходить для прихованого/відкритого носіння. Популярність пістолетів Глок складається з кількох факторів. Ці пістолети відома, як надійна, здатна працювати в екстремальних умовах зброя та здатна стріляти набоями різних калібрів (9mm, 10mm, .40 S&W, .45 ACP, .45 GAP, .357 SIG, .380 ACP; крім того є можливість переробити зброю під набої .22 LR, .400 Corbon, .40 Super та .50 GI). Простота конструкції зброї «Глок», а також простота у використанні, оскільки зброя має малу кількість деталей (приблизно в половину менше ніж звичайні пістолети), полегшує обслуговування та ремонт.
Полімерна рамка робить зброю легшою ніж пістолети зі сталевими або алюмінієвими рамками, це приваблює поліцейських та цивільних які часто носять при собі зброю. Спусковий гачок є єдиним робочим елементом; всі три запобіжники деактивуються при натисканні на спусковий гачок та автоматично активуються коли його відпускають. Пістолети «Глок» не мають інших ручних запобіжників (на відміну від зброї інших виробників яка має запобіжний важіль або кнопку); єдиними зовнішніми органами керування, окрім спускового гачка є важіль затримки затвора, фіксатор магазина та ковзний замок для розбирання. Це підвищує простоту використання і зменшує потенційне джерело помилки під час використання пістолета в стресовій ситуації. Більшість сталевих компонентів пістолетів Глок оброблені за допомогою азотування, завдяки цьому покращується твердість поверхні та робить пістолет стійким до корозії та зносу.
Хоча першим пістолетом з полімерною рамою став Heckler &amp; Koch VP70, який з'явився на 12 років раніше за Glock 17, саме популярність пістолетів Глок надихнула інших виробників розпочати виробництво схожої зброї з полімерними рамками, наприклад Walther P99, Smith & Wesson Sigma, HS2000 (Springfield Armory XD), Steyr M, Taurus PT 24/7, Caracal, FN Herstal FNP та Ruger SR9.
Окрім самозарядних пістолетів, Глок випускали пістолет з перевідником вогню, «Глок 18», який міг вести самозарядний або автоматичний вогонь. Модель доступна лише для правоохоронців та військових, а деталі виробництва засекречено. Також існують комплекти переробки самозарядних пістолетів Глок на автоматичні, але їх виробляють інші компанії і мають позначення Title 2, яке їм дало Бюро алкоголю, тютюну, вогнепальної зброї і вибухових речовин — яке обмежило їх придбання та розповсюдження дилерами ATF 3 в США.

### Ножі
Зараз Глок випускає дві моделі ножів, Feldmesser 78 (Польовий ніж 78) та Feldmesser 81 (Ніж виживання 81).
Польовий ніж 78 класичний ніж, з клинком довжиною 165 мм та з загальною довжиною 290 мм. Ніж виживання 81 має такі самі параметри, але на обусі леза нанесено зубці пили. Вага польового ножа 78 становить 206 г, а ножа виживання 81 — 209 г.
Руків'я та піхви зроблені з полімеру і можуть бути забарвлені у три кольори: оливковий сірий, піщаний та чорний. В 2016 році Глок представили новий варіант польового ножа 81 в сірому кольорі і повідомили про припинення виробництва польового ноже 78 в інших кольорах окрім чорного.

### Шанцевий інструмент

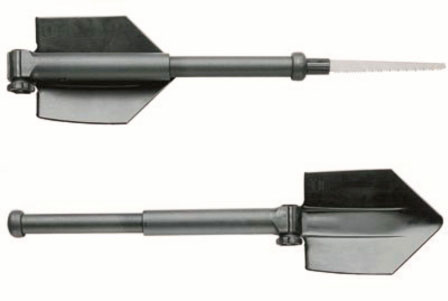
Шанцевий інструмент Glock Feldspaten

Крім того компанія Глок випускає шанцевий інструмент Feldspaten (букв. «польова лопата»), піхотну лопатку.
Лопата Feldspaten має загартоване сталеве лезо, яке можна замкнути у 3 позиції для копання, загрібання та рубання, телескопічне руків'я зроблено з армованого скловолокном нейлону із загартованим металевим полотном пилки довжиною 175 мм.
Вага лопати становить 650 г, а повна довжина становить 630 мм. Лопату та руків'я можна згорнути та скласти для легкого транспортування та зберігання. В складеному вигляді інструмент має розміри 260 мм × 150 мм × 60 мм.
Шанцевий інструмент поставляють в нейлоновому чохлі для зручності зберігання/транспортування. Крім того його можна прикріпити на пояс або до рюкзаку.

## Філії
Міжнародними філіями компанії Глок є:
- Glock America N.V. (Уругвай)
- Glock, Inc. (U.S.A.) (США)
- Glock (H.K.) Ltd. (Гонконг)
- Glock Middle East FZE (Об'єднані Арабські Емірати)
- Glock do Brasil S.A. (Бразилія)

## Розкрадання
Глок був об'єктом кількох схем розкрадань із залученням високопоставлених менеджерів компанії або інших осіб тісно пов'язаних з компанією. В 1999 році Чарльз Еверт зробив замах на Ґастона Ґлока, після того як Ґлок призначив йому зустріч щодо звинувачень у розкраданні. Еверт був засуджений за замах на вбивство разом із співучасником.
У квітні 2012 Пол Януццо, колишній генеральний директор філії Glock, Inc. в США, визнаний винним в рекеті в зв'язку з його причетністю до розтрати.
Розслідування цих справ виявило сумнівні фінансові операції на задньому плані і складну структуру власності, приховані за низкою підставних компаній у сприятливих місцях для оподаткування по всьому світу.